# Murgschifferschaft

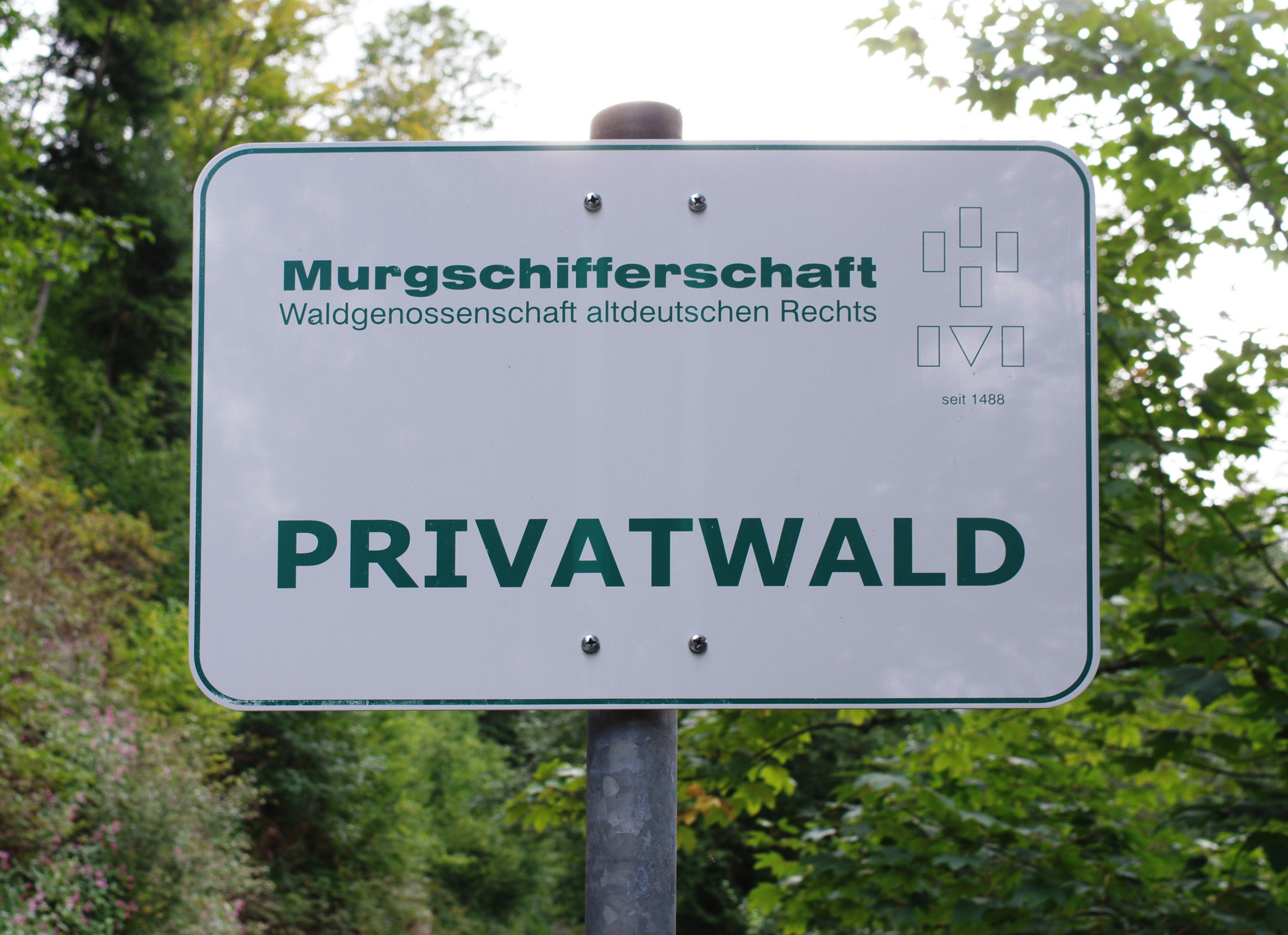
Ein Schild kennzeichnet Privatwald der Murgschifferschaft bei Raumünzach

Die Murgschifferschaft ist eine seit dem späten Mittelalter bestehende Holzhandelsgesellschaft im Nordschwarzwald auf genossenschaftlicher Basis. Sie hat ihren Sitz in Forbach (ursprünglich in Gernsbach) und bewirtschaftet Wälder im Einzugsbereich der oberen Murg. Ihr erstes überliefertes Regelwerk  („Ordnung des gemeynen Holtzgewerbs im Murgentall“) stammt aus dem Jahr 1488. Der Namensbestandteil Schiffer verweist auf die ehemals wichtigste Transportart des Holzes auf dem Wasserweg, die Flößerei.

## Geschichte

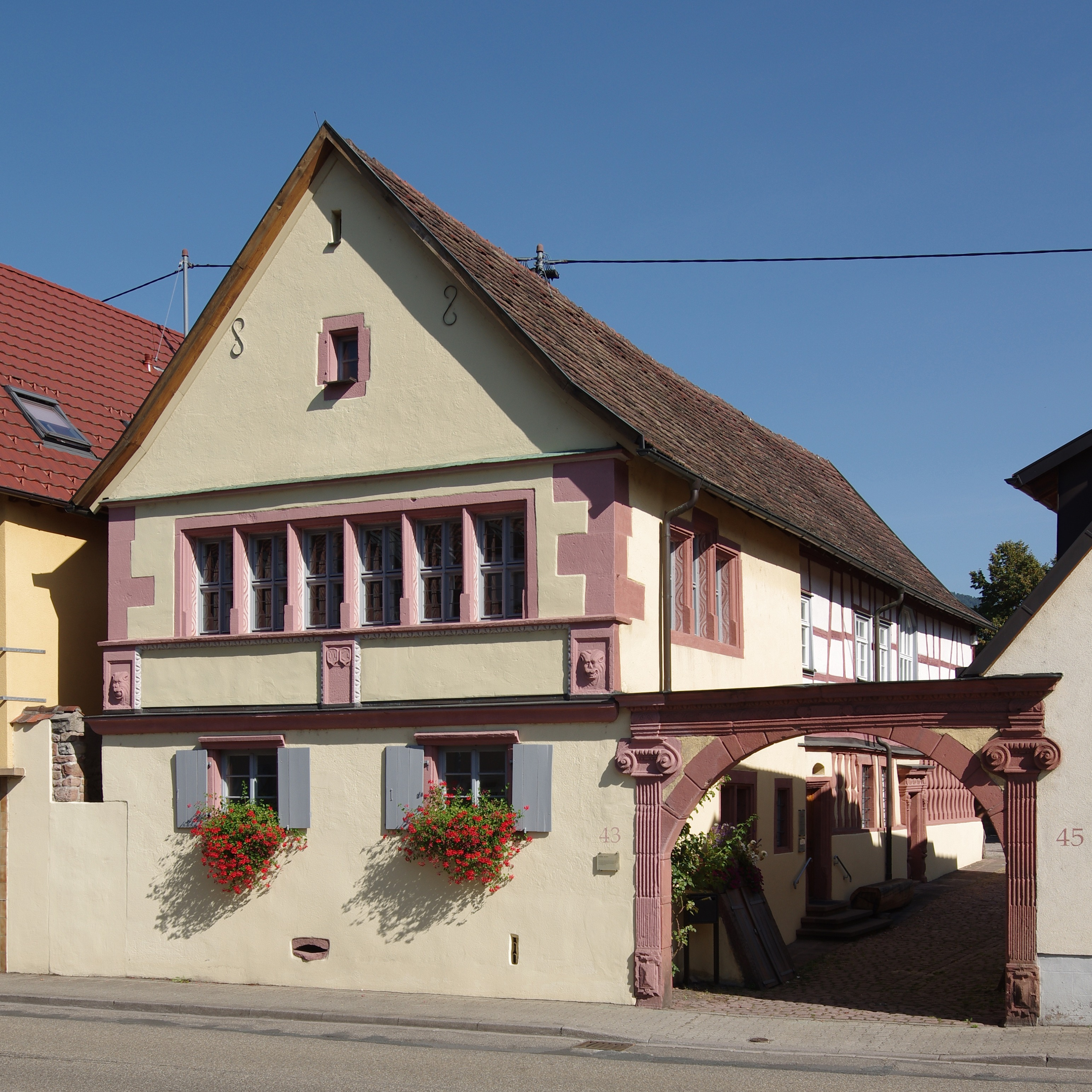
Das Haus Kast in Hörden, heute ein Museum, mit Renaissance-Werksteinen aus der Zeit von Jakob Kast

Mindestens seit dem 13. Jahrhundert war der Holzhandel neben dem Weinbau und der Viehzucht eine der Erwerbsquellen der Bewohner Gernsbachs und der Dörfer im Murgtal. Bäume wurden gefällt, gesägt und die Murg und den Rhein hinunter geflößt. Anfang des 15. Jahrhunderts wurde der Holzhandel ausgeweitet, was dazu führte, dass die Rechte und Pflichten der Beteiligten 1488 vertraglich geregelt wurden. Die aus diesem Jahr datierende „Ordnung des gemeynen Holtzgewerbs im Murgentall“ enthält 41 Artikel mit knapp 400 Einzelpunkten und gilt als die Geburtsurkunde der Murgschifferschaft. Einmal jährlich versammelten sich die Murgschiffer zur „Rügung“, bei der sie über Streitigkeiten entschieden, Übertreter der Ordnung bestraften und ihre Führung, die vier „Hauptschiffer“, wählten.
Während die Murgschiffer im Mittelalter von ihren Landesherren, den Grafen von Eberstein und den Markgrafen von Baden, mit Waldnutzungsrechten belehnt wurden, begannen sie gegen Ende des 15. Jahrhunderts, eigenen Grundbesitz zu erwerben. 1569 verkaufte Philipp II. von Eberstein seine Sägemühlen und seine Wälder an die Murgschifferschaft, um seine Schulden begleichen zu können. Auch Philipp II. von Baden-Baden verkaufte der Murgschifferschaft große Waldflächen, um den Umbau des Neuen Schlosses in Baden-Baden zu finanzieren.

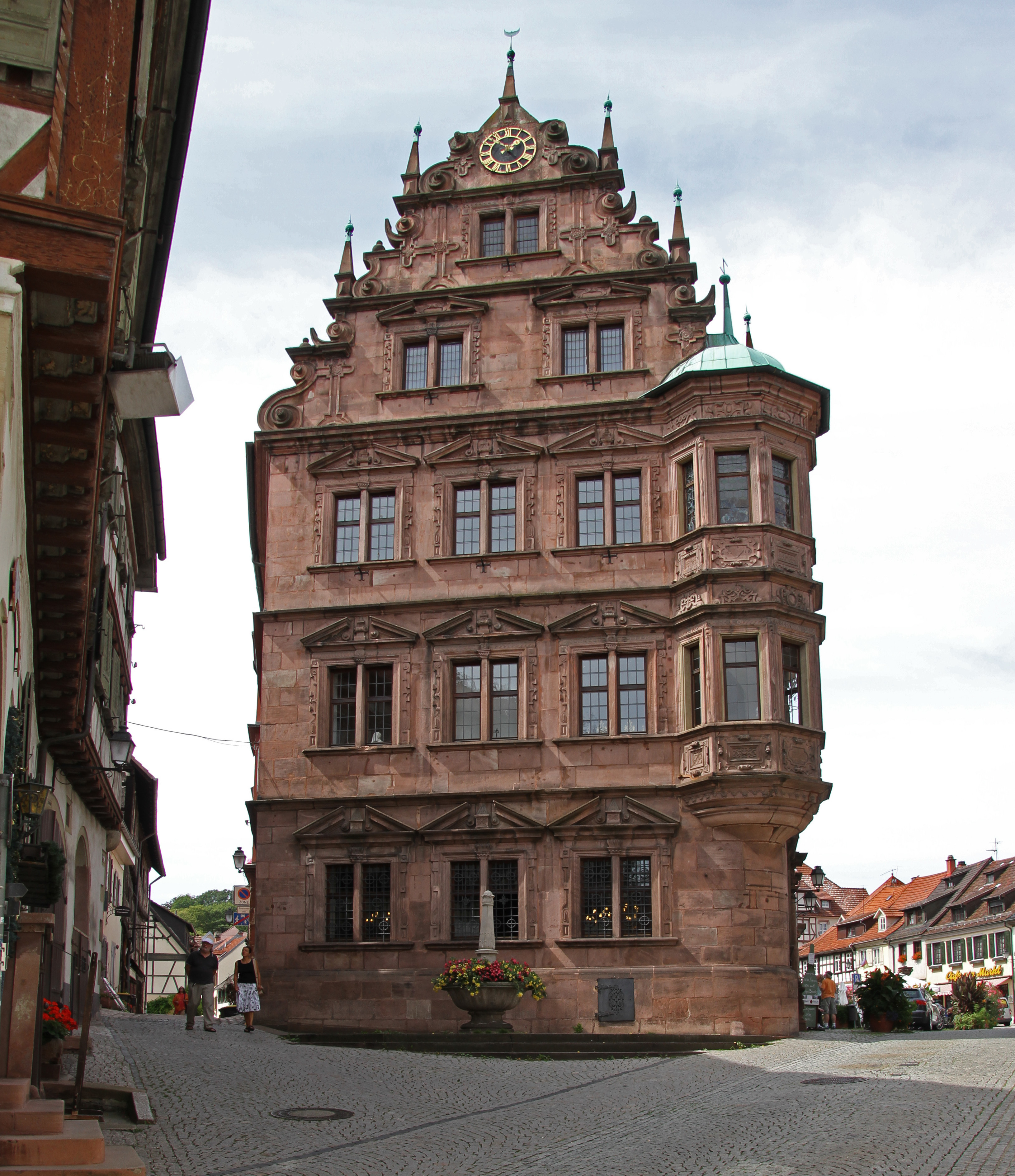
Das Alte Rathaus Gernsbach, erbaut 1617–18 als Wohnpalast des Murgschiffers Johann Jakob Kast

Aufgrund des Bestrebens der Obrigkeit, ihren Einfluss auf das Wirtschaftsleben auszuweiten, wurde ab Mitte des 16. Jahrhunderts die Murgschifferschaft nicht mehr durch vier, sondern nur noch durch einen einzigen Hauptschiffer vertreten. Von 1587 bis zu seinem Tod 1615 hatte Jakob Kast dieses Amt inne. Er übte über Jahrzehnte ein staatliches Handelsmonopol aus, den Reingewinn teilte er zur Hälfte mit den Markgrafen. Er ließ bis nach Holland flößen. Die Erlöse aus diesem Geschäft machten ihn sehr reich. Seine Zeitgenossen warfen ihm vor, er würde die anderen Murgschiffer ausbeuten. Durch Kreditgeschäfte vermehrte er sein Vermögen weiter, er hinterließ ca. 500.000 Gulden. Sein ältester Sohn Johann Jakob Kast ließ das Alte Rathaus in Gernsbach bauen, sein zweitältester Sohn Philip Kast wurde Jakobs Nachfolger als Hauptschiffer. In seiner Amtszeit beschlossen die Murgschiffer 1626 eine neue Schifferordnung, die unter anderem Lohnerhöhungen für die Waldarbeiter mit sich brachte. Durch den Dreißigjährigen Krieg und nachfolgende Kriege kam es zu einem langanhaltenden Niedergang auch für den Murgtäler Holzhandel, der erst in der Mitte des 18. Jahrhunderts endete. Am Export großer Mengen von Langholz bis nach Holland, der in der zweiten Hälfte des 18. Jahrhunderts einsetzte, hatte die Murgschifferschaft keinen Anteil, dieser wurde von kapitalkräftigeren auswärtigen Gesellschaften durchgeführt. Die Murgschifferschaft war mit ihren Sägemühlen auf verarbeitetes Brenn- und Bretterholz spezialisiert, das mit der Bevölkerungszunahme entlang des Rheins nun ebenfalls mehr Nachfrage fand.  
Die bis zum Beginn des 19. Jahrhunderts planlose Abholzung und schrankenlose Waldweide führten zum Kahlschlag weiter Landstriche. Im Jahr 1814 war nur noch ein Viertel des Schifferwaldes mit verwertbaren Bäumen bewachsen. Bis 1833 wurden die Flächen auf der Grundlage der Badischen Forstgesetze, die Nachhaltigkeit forderte, mit Fichten, Tannen und Kiefern neu bestockt.
Unter anderem durch die Modernisierung der Sägemühlen und die Umwandlung in Holz- und Papierfabriken waren die Mitglieder der Murgschifferschaft, insbesondere ihr Verwaltungsratsvorsitzender, der Reichstagsabgeordnete Casimir Rudolf Katz, auch maßgeblich an der Industrialisierung des Murgtals beteiligt. Die Schifferschaft unterstützte 1857 die Gründung der Bezirkssparkasse Gernsbach und verzinste die Einlagen. Kassier und Verwaltungsratsvorsitzender waren Murgschiffer, die Sparkasse eröffnete im Büro der Murgschifferschaft. Die Murgschifferschaft war Gesellschafterin der „Murgthal-Eisenbahn-Gesellschaft“, die den Bau des 1869 eröffneten ersten Abschnittes der Murgtalbahn von Rastatt nach Gernsbach finanzierte. Die Eisenbahn verdrängte bis zum Beginn des 20. Jahrhunderts nach und nach die Flößerei auf der Murg. Ende des 19. Jahrhunderts ordnete die Murgschifferschaft ihre Innenverhältnisse neu und teilte das Gemeinschaftseigentum in 100.000 veräußerliche Waldrechte auf. Der badische Staat kaufte in den folgenden Jahrzehnten nach und nach Anteile und wurde zum Mehrheitseigentümer.

## Die Murgschifferschaft heute

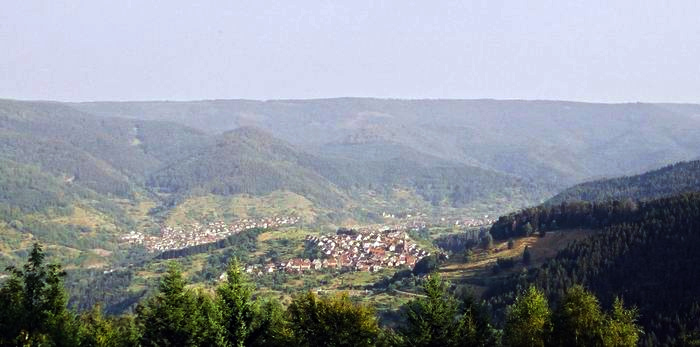
Der Schifferwald rechts der Murg, von der Roten Lache aus gesehen.

### Organisation
Das satzungsgemäße Ziel der Murgschifferschaft ist es, „einen nachhaltig höchstmöglichen Ertrag wertvollen Holzes und Gewinn“ zu erzielen. Der Gewinn wird jährlich entsprechend deren Anteilen an die Genossenschafter ausgeschüttet. Die Anteile sind 100.000 „Waldrechte“, die auf ca. 120 Genossenschafter verteilt sind. Größter Anteilseigner ist mit ca. 55.000 Waldrechten das Land Baden-Württemberg. Die gesetzliche Vertretung obliegt dem Verwaltungsrat, der sich aus den drei höchstbeteiligten Genossenschaftern und zwei gewählten Genossenschaftern zusammensetzt. Das Land als Eigner der Anteilsmehrheit hat nur eine der fünf Stimmen im Verwaltungsrat.

### Juristischer Status
Die Murgschifferschaft ist eine altrechtliche Waldgenossenschaft. Da das Eigentum an dem Wald („Schifferwald“) mehreren Personen gemeinschaftlich zusteht (Gemeinschaftswald), gehört er gemäß § 56 Abs. 1, § 3 Abs. 3 des Landeswaldgesetzes für Baden-Württemberg zur Eigentumsart Privatwald.

### Wirtschaftliche Kennzahlen
Der Schifferwald hat eine Fläche von ca. 5450 Hektar. Das Land Baden-Württemberg bewertet das Grundkapital der Murgschifferschaft mit ca. 53 Mio. Euro. Die Zahl der festangestellten Mitarbeiter ist zwischen 1979 und 2007 von 59 auf sechs zurückgegangen.

### Nationalpark Schwarzwald
2900 Hektar Wald der Murgschifferschaft links der Murg trennen den nördlichen und den südlichen Teilbereich des Nationalparks Schwarzwald. Die Genossenschaft lehnte die Einrichtung des Schutzgebiets bei seiner Gründung 2014 ab. 2024 erklärte sie sich zu einem Gebietstausch bereit, um eine Erweiterung des Nationalparks zu ermöglichen. Dabei soll sich das Land aus der Genossenschaft zurückziehen und seine Anteile an die übrigen Genossenschafter verkaufen.